# Penda

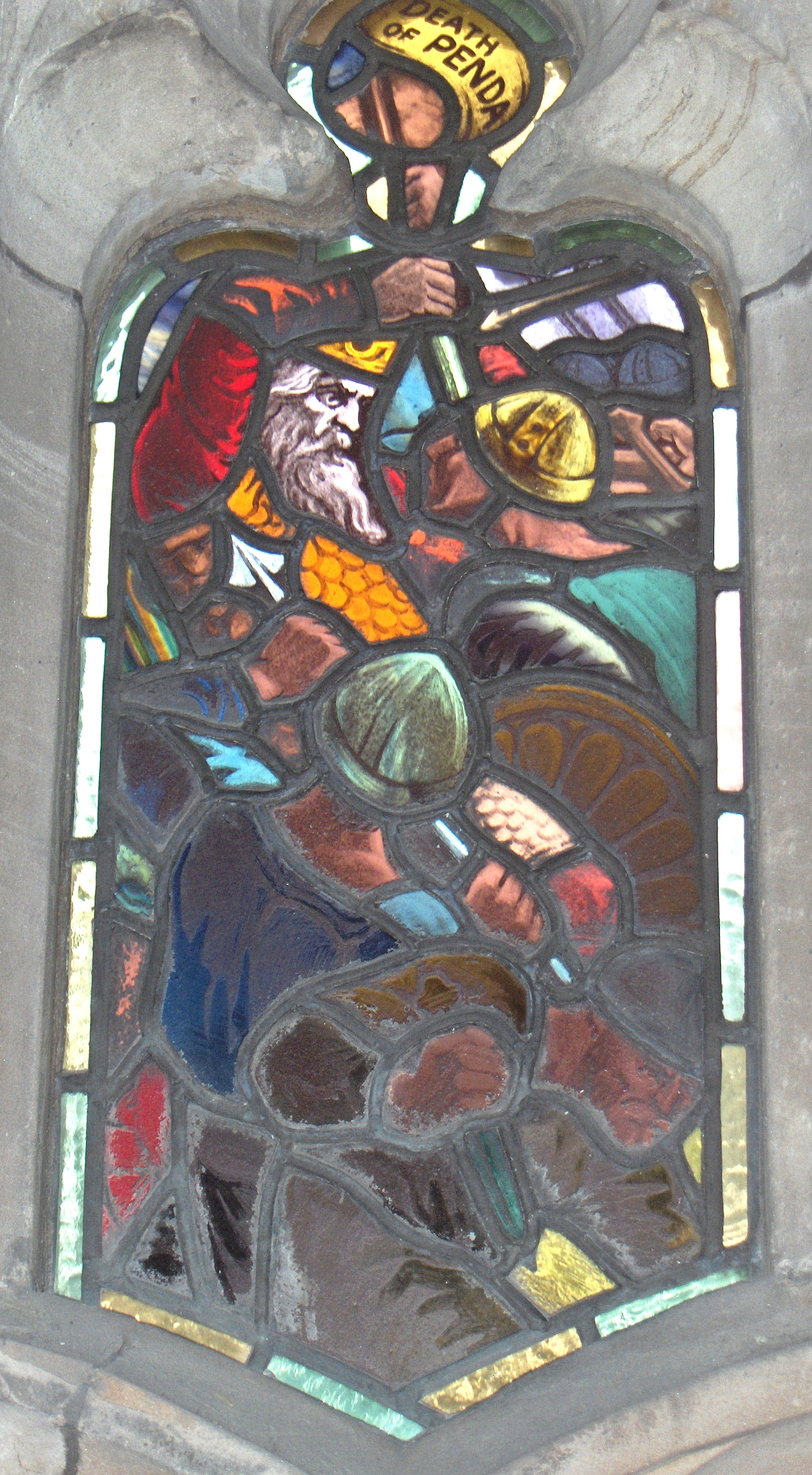
de dood van Penda (glas-in-loodraam in de kathedraal van Worcester).

Penda (overleden 655), zoon van Pybba, was de eerste koning van Mercia die het rijk tot grote macht bracht. Volgens de traditie was het rijk ouder, maar in de geschiedenis kwam het eerder niet voor. Een mogelijke verklaring is dat voor Penda's tijd Mercia slechts een van meerdere rijkjes in de regio (de huidige West Midlands) was, vermoedelijk onder de opperheerschappij van Northumbria.
Wanneer Penda koning werd, is niet bekend. Voor de duur van zijn koningschap bestaan verschillende data, geen enkel daarvan is echt betrouwbaar. De eerste vermelding van Penda vinden we in verband met de slag bij Cirencester, volgens de bronnen in 628, maar mogelijk enkele jaren later. Hierin versloeg hij Cwichelm en Cynegils van de Gewissae (Wessex). Het gebied rond Cirencester en het dal van de Derwent gingen hierdoor over van Wessex naar Hwicce. Volgens sommige historici is Hwicce een rijk dat door Penda was opgericht, anderen denken dat het om een bestaand rijk gaat dat onder de controle van Mercia kwam.
In 633 verbond Penda zich met Cadwallon, de koning van Gwynedd tegen Edwin van Northumbria. In de slag bij Hatfield Chase versloeg het bondgenootschap Edwin, die sneuvelde. Cadwallon werd het volgende jaar zelf gedood, maar Penda keerde na Hatfield Chase terug naar Mercia, met medeneming van Eadfrith (een zoon van Edwin). Eadfrith werd later door Penda gedood.
In 642 stond Penda opnieuw tegenover de legers van Northumbria, ditmaal aangevoerd door Oswald van Northumbria. Penda won en Oswald sneuvelde. Ook Eowa, broer van Penda en medekoning van Mercia, sneuvelde in deze slag, het is niet duidelijk aan welke kant hij vocht. Hierna werd Mercia de machtigste staat in de regio. Oswiu werd koning van Bernicia, maar had geen macht ten zuiden van de Humber, en zelfs Oswine, de zoon van Osric en de nieuwe koning van Deira viel aanvankelijk onder Penda's opperkoningschap.
Rond 645-646 viel Penda East Anglia binnen. Hij versloeg koning Ecgric, waarbij Ecgric en ex-koning Sigeberht sneuvelden. Hiermee kwam een einde aan de regering van de afstammelingen van Raedwald. Anna werd de nieuwe koning. In 649-652 was Penda opnieuw militair actief in East Anglia. Koning Anna werd verdreven, en Penda zette diens broer Aethelhere op de troon.
Penda's houding ten opzichte van Oswiu in deze jaren was zeer ambigue. Aan de ene kant was hij Northumbria één of meerdere keren binnengevallen, waarbij hij in elk geval minstens een keer (voor 651) tot aan Bamburgh kwam, aan de andere kant trouwden rond 653 zijn dochter Cyneburh en zijn zoon Peada met een zoon en een dochter van Oswiu, wat op goede betrekkingen lijkt te duiden.
In 655 viel Penda opnieuw Northumbria binnen, met een grote legermacht met onder meer Aethelhere, Æthelwald van Deira en Cadafael Cadomedd ap Cynfeddw van Gwynedd als bondgenoten. Hij achtervolgde Oswiu, en dwong hem tot het betalen van een schatting. Op de terugweg werd hij echter door Oswiu aangevallen en verslagen in de slag bij Winwaed. Vermoedelijk sneuvelde hij in de slag. Oswiu nam bezit van Noord-Mercia, terwijl Penda's zoon Peada koning van Zuid-Mercia mocht worden. Toen deze het volgende jaar stierf, voegde Oswiu ook dit deel toe aan zijn rijk. Een andere zoon van Penda, Wulfhere wist in 658 de macht te grijpen, maar pas in de 8e eeuw, onder Æthelbald van Mercia kwam Mercia weer tot de machtige positie die het onder Penda had bekleed.
Penda was ook de laatste heidense koning van de grote rijken van de heptarchie. Zijn zoon Peada had zich bekeerd als voorwaarde voor zijn huwelijk met de Northumbriaanse prinses Ealhflaed. Penda zelf bleef heiden, maar liet wel missionarissen op zijn grondgebied toe.

Cerdic · Cynric · Ceawlin · Ceol · Ceolwulf · Cynegils · Cwichelm · Cenwalh · Penda van Mercia/Cenberht (?) · Cenwalh · Seaxburg · Æscwine · Centwine · Cædwalla · Ine · Æthelheard · Cuthred · Sigeberht · Cynewulf · Beorhtric · Egbert · Æthelwulf · Æthelbald · Æthelberht · Æthelred · Alfred de Grote · Eduard de Oudere · Æthelstan